# スケールド・コンポジッツ Lima II
スケールド・コンポジッツ モデル191 Lima II（英語: Scaled Composites Model #191 Lima II）は、スケールド・コンポジッツがトヨタ自動車からの注文を受けて開発した実験機。機体名はトヨタ Lima 2などとも表記される。

## 概要
1980年代、トヨタはレクサス用のものを航空機向けに改修したエンジンの開発に着手し、これを搭載しての飛行試験に用いる機体をスケールド・コンポジッツに対して発注した。スケールド・コンポジッツはパイパー PA-23を改造したLima I（機体記号N78AE）を1990年4月に初飛行させた後、新規設計の軽飛行機であるLima IIを開発し、1991年10月あるいは11月に初飛行させた。
搭載するエンジンは、レクサス・LS400に用いられたものをベースとした液冷V型8気筒（250 hp）1基。乗員は4名で、静粛性も持たされていた。機体の詳細については公表されていない。
Lima IIにはN191SCの機体記号が与えられ試験に用いられたが、その後に破壊されている。また、トヨタは連邦航空局（FAA）から搭載エンジンの認証を得ているが、ゼネラル・アビエーションの低迷を理由に、これが量産に移されることはなかった。Lima IIの顛末はトヨタの期待に添うものではなく、トヨタは自社設計のTAA-1の開発へとシフトしている。